# 경두개자기자극술
경두개자기자극술(經頭蓋磁氣刺戟術, transcranial magnetic stimulation (TMS))은 자기장의 변화를 통한 전류를 이용한 비침습적 뇌자극법이다. 코일을 두개에 가까이 위치시켜 자기장을 변화시키면, 변화한 자기장에 의해 뇌 안에서 전자기 유도에 의한 전기장이 형성된다.:3
중추신경계와 관련된 질병을 진단하거나 치료하는데 이용된다. 현재에도 연구가 활발히 진행된다.
드문 경우이지만 졸도나 경련 등의 부작용이 나타나기도 한다. 이외에는 불편감, 고통, 경조증, 인지 능력의 변화, 귀울림 등의 부작용이 발생하기도 하며, 제세동기 등 금속 보철물을 삽입한 경우에는 의도치 않은 전류가 발생할 수 있다.

## 같이 보기
- 전기 경련 요법